# Marcha de Ituzaingó
A Marcha de Ituzaingó é uma peça musical, executada em todos os atos oficiais no qual intervém o Presidente da Argentina para indicar sua chegada, sendo junto com a faixa presidencial e o bastón de mando um dos três atributos de seu cargo. Foi utilizada a primeira vez com este propósito em 25 de maio de 1827, e — com exceção de um interregno de 26 de janeiro de 1946 a 28 de agosto de 1959, em que foi substituído pela Marcha de San Lorenzo — é utilizado desde então.
A marcha é uma peça instrumental solo, de autor desconhecido, sendo que a tradição confere sua autoria a Pedro I do Brasil. Este a teria composto e entergue a Felisberto Caldeira Brant Pontes de Oliveira Horta, marquês de Barbacena, comandante de suas tropas na Guerra da Cisplatina, para que fosse executada em comemoração à primeira vitória obtida contra as forças aliadas argentinas e orientais. Na derrota brasileira na Batalha de Ituzaingó, em 20 de fevereiro de 1827, o cofre no qual estava guardada foi abandonado no campo de batalha e tomado pelos argentinos, que a adaptaram para comemorar o evento.